# Paràlisi cerebral infantil
La paràlisi cerebral infantil (PCI) és un trastorn del to postural i del moviment, de caràcter persistent tot i que no invariable, secundari a una agressió no progressiva a un cervell immadur.

## Causes
Hi ha múltiples causes que poden actuar durant el període prenatal, el perinatal o el postnatal.
Segons el trastorn de moviment predominant, la PCI es classifica en quatre tipus: espàstica, distònica, atàxica i mixta. Segons l'extensió de la lesió motora, es tractarà de tetraplegia, diplegia, hemiplegia o monoplegia.
Hi poden haver altres signes i/o símptomes associats al trastorn motor, dels quals es destaquen els següents: retard mental en dues terceres parts dels pacients (especialment en aquells que presenten una tetraplegia espàstica), problemes en l'aprenentatge, alteracions visuals, dèficits auditius, trastorns de la comunicació, crisis comicials, trastorns emocionals o de la conducta, alteracions deglutòries, etc.

## Fases
Durant la fase de desenvolupament, el tractament es destina a dirigir el desenvolupament psicomotor en cada cas i a prevenir les complicacions. Durant la fase adulta, en què les adquisicions neuromotrius s'han estabilitzat, és important realitzar un control amb una periodicitat mínima anual per a la detecció precoç de possibles complicacions i, al mateix temps, per valorar i assegurar el manteniment de la funcionalitat.
Es calcula que la incidència anual de paràlisi cerebral infantil és de 2 a 2.5 per cada 1.000 naixements.